# Octagon
Octagon è l'ottavo album in studio del gruppo musicale black metal svedese Bathory, pubblicato nel 1995 dalla Black Mark.

## Il disco
Questo album prosegue sulla falsariga dell'album precedente Requiem, molto improntato sul thrash metal.

## Tracce
1. Immaculate Pinetreeroad #930 – 2:46
2. Born to Die – 3:58
3. Psychopath – 3:19
4. Sociopath – 3:09
5. Grey – 1:14
6. Century – 4:08
7. 33 Something – 3:16
8. War Supply – 4:41
9. Schizianity – 4:17
10. Judgement of Posterity – 5:11
11. Deuce (Kiss cover) – 3:41

## Formazione
- Quorthon - chitarra e voce, basso, drum machine